# Barama River Karibi
Barama River Karibi (izv. Barama River Caribs) je pleme američkih Indijanaca porodice Cariban nastanjeno u području gornjeg toka rijeke Barama i pritoke Baramita u bivšem distriktu Northwest (danas Barima-Waini). Brojno stanje 1930.-tih iznosila je oko 200, ali im se broj 1970. popeo na 550, a raste i dalje. Barama River Karibi 1930. sastoje se od dvije, manje-više autonomne skupine, od koje jedna živi spomenutom području rijeke Barama i pritoke Baramite, a druga u blizini slapova Tokaima Falls. Svaka skupina ima 5 do 8 naselja. Domaćinstva unutar naselja naširoko su raštrkana, a sastoje se od kuća bez zidova, prekrivenih slamom, i podignutih usred polja kasave. 
Subsistencija Barama River Kariba prije dolaska kopača zlata temeljila se na kombinaciji lova, ribolova, sakupljanja i polunomadskog oblika hortikulture. Muški posao je izrada luka i strijele, lov, i pletenje košara. Žena se uz domaćinstvo bavi i izradom lončarija. 
Bračne zajednice su poliginijske ali nema formalnih ceremonija koja označavaju ulazak u brak. Obitelj se sastoji od muža, njegovih žena ili žene i neoženjene djece. Stanište je uksorilokalno sve do kratkog vremena po rođenju prvog djeteta, kada nova obitelj ima pravo osnovati novo domaćinstvo. 

## Vanjske poveznice
- Kathleen J. Adams, Barama River Carib